# Charo (Huesca)
Charo ist ein spanischer Ort in den Pyrenäen, in der Provinz Huesca der Autonomen Gemeinschaft Aragonien. Charo gehört zur Gemeinde La Fueva. Der Ort hatte im Jahr 2015 35 Einwohner.
Der Ort ist über die Provinzialstraße HU-V-6642 zu erreichen.

## Baudenkmäler
- Romanische Kapelle San Sebastián (Bien de Interés Cultural)
- Casa Baltasar (Bien de Interés Cultural)
- Casa San Sebastián (Bien de Interés Cultural)

## Weblinks

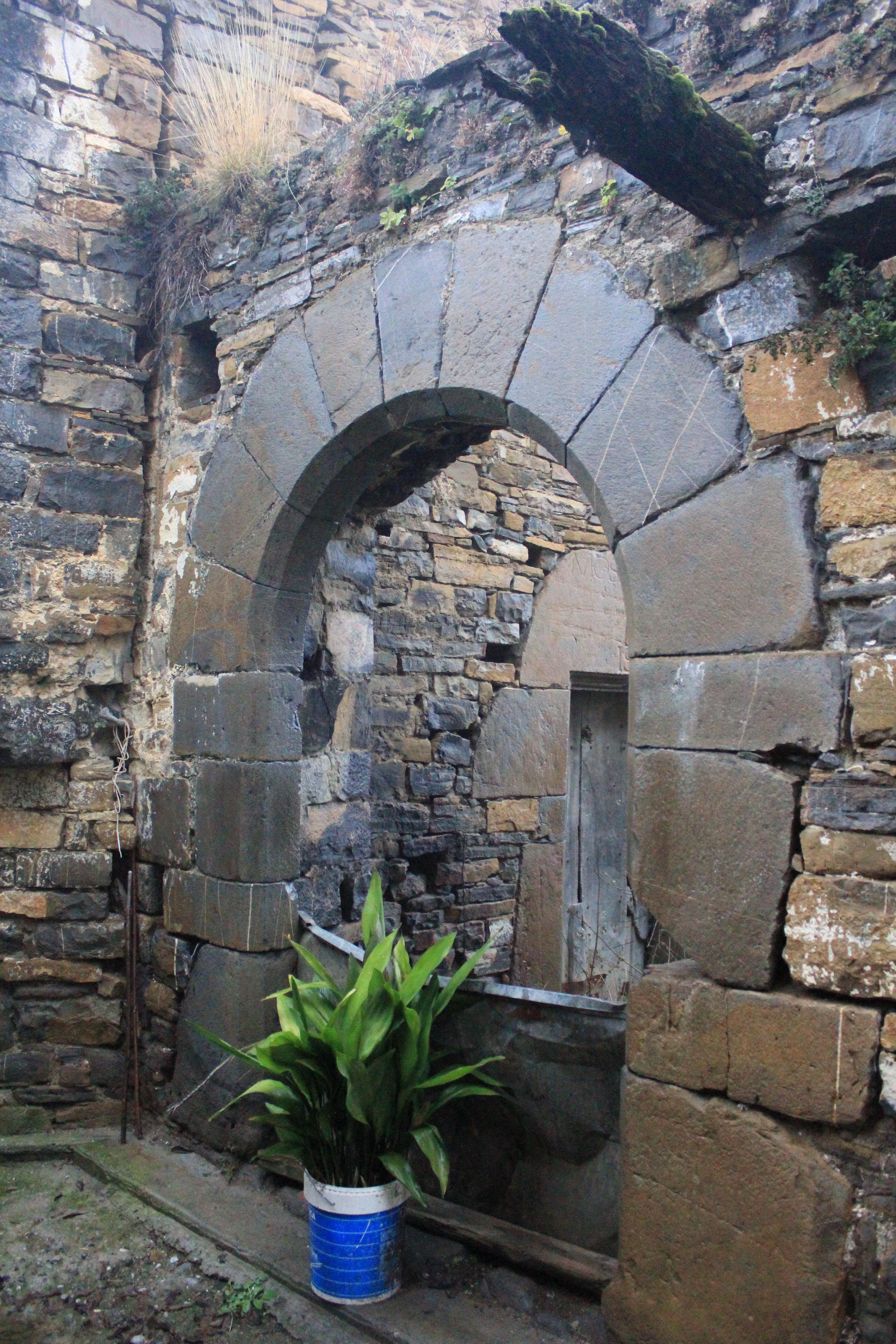
Casa San Sebastián